# Santuario de la Verdad

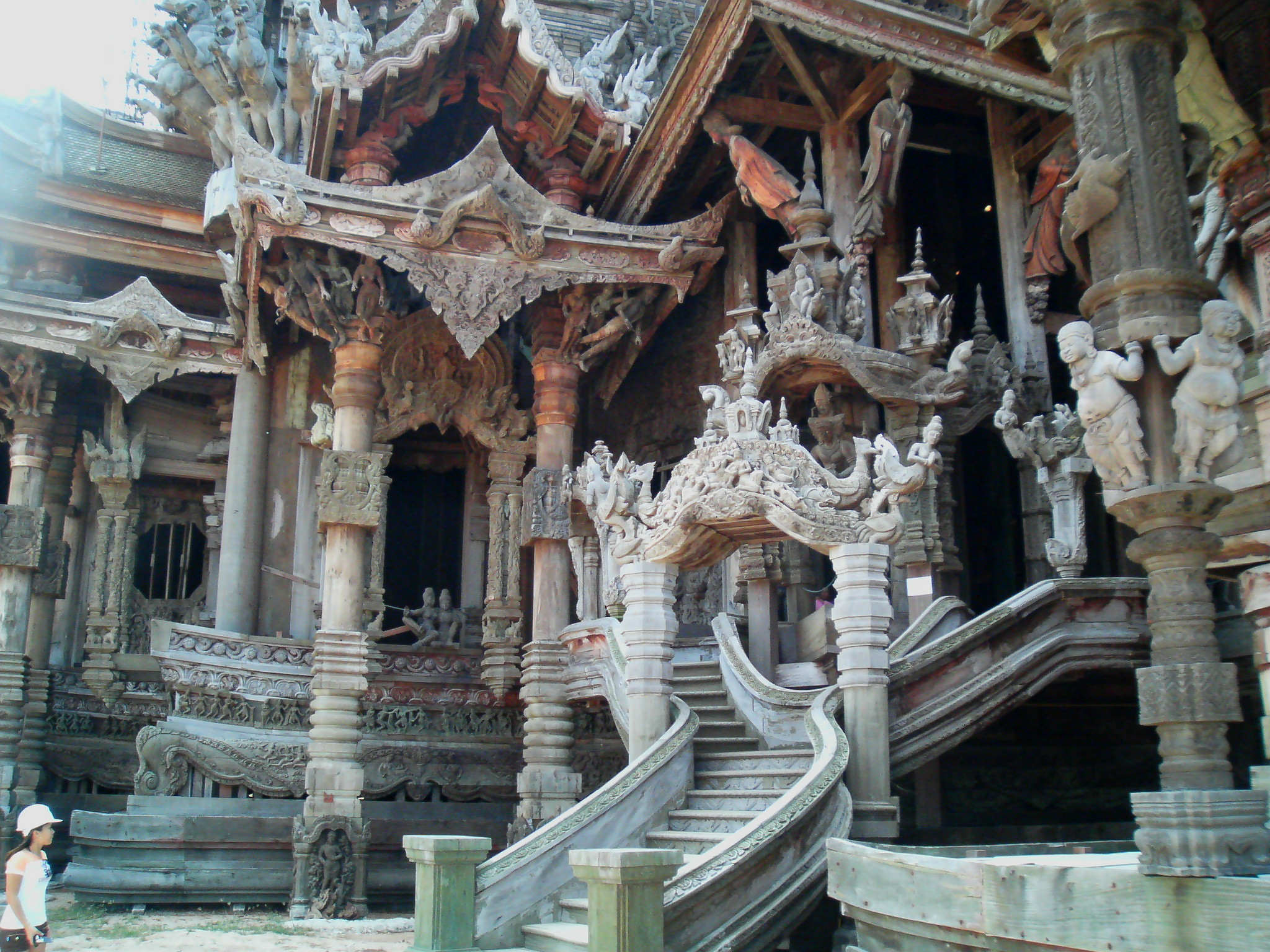
Entrada principal.

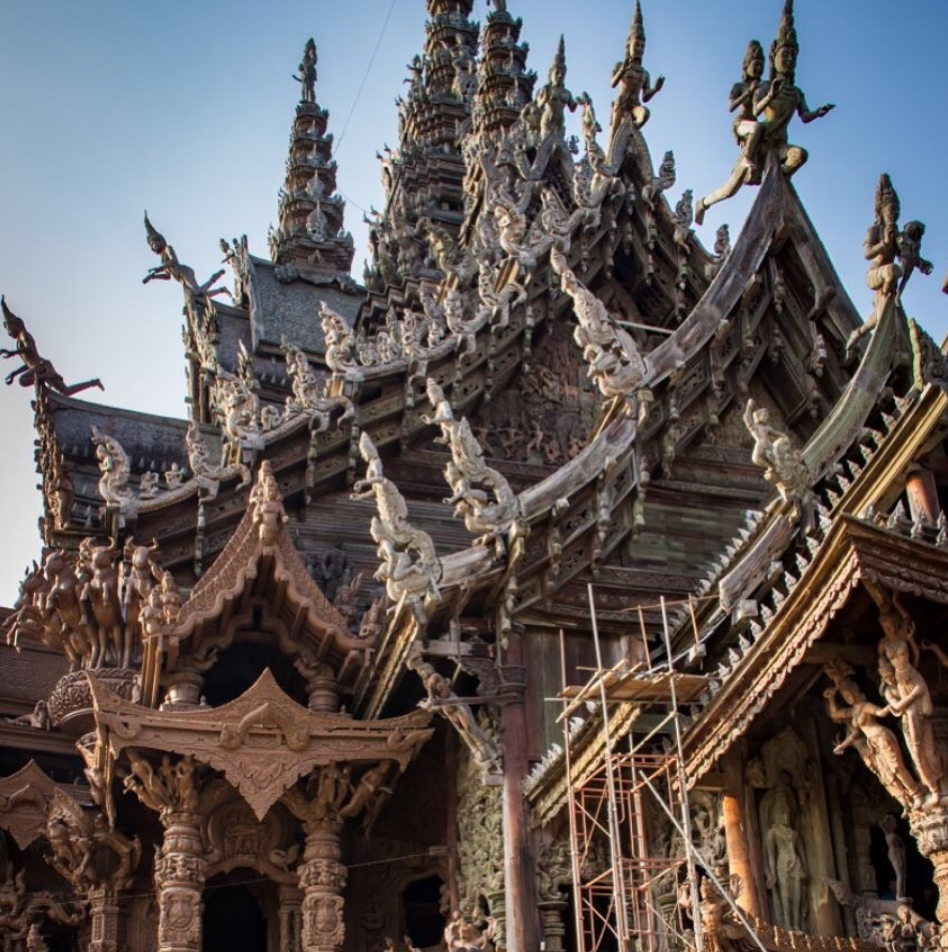
Cerca de la parte superior del templo

El Santuario de la Verdad (en tailandés: ปราสาทสัจธรรม) es un  templo budista-hindú (y museo) sin terminar  en Pattaya, Tailandia. Fue diseñado por el hombre de negocios tailandés Lek Viriyaphan en el estilo ayutthaya. El edificio está construido en su totalidad en madera, específicamente Xylia xylocarpa, Hopea odorata, Erythrophleum succirubrum y teca y contiene solo ídolos y esculturas talladas en madera. La construcción del Santuario de la Verdad comenzó en 1981 y continúa en 2020, aunque los visitantes pueden ingresar con casco. Ubicado en 13 hectáreas de terreno, el templo alberga un espacio interno de 2.115 m2, con la aguja más alta alcanzando 105 m.

## Historia
El edificio ha estado en construcción desde 1981 y puede que no se complete finalmente hasta 2025 como muy pronto. Aunque en construcción, los turistas pueden visitar el Santuario.

## Descripción física
Inspirado en los templos del reino de Ayutthaya, las características del templo de madera tallada a mano son propias de la arquitectura tailandesa. El templo fue construido por Lek Viriyaphan (Thai:เล็ก วิริยะพันธุ์). Cada superficie de la estructura está decorada con ornamentación de las tradiciones thai, hindú, budista, china y jemer.

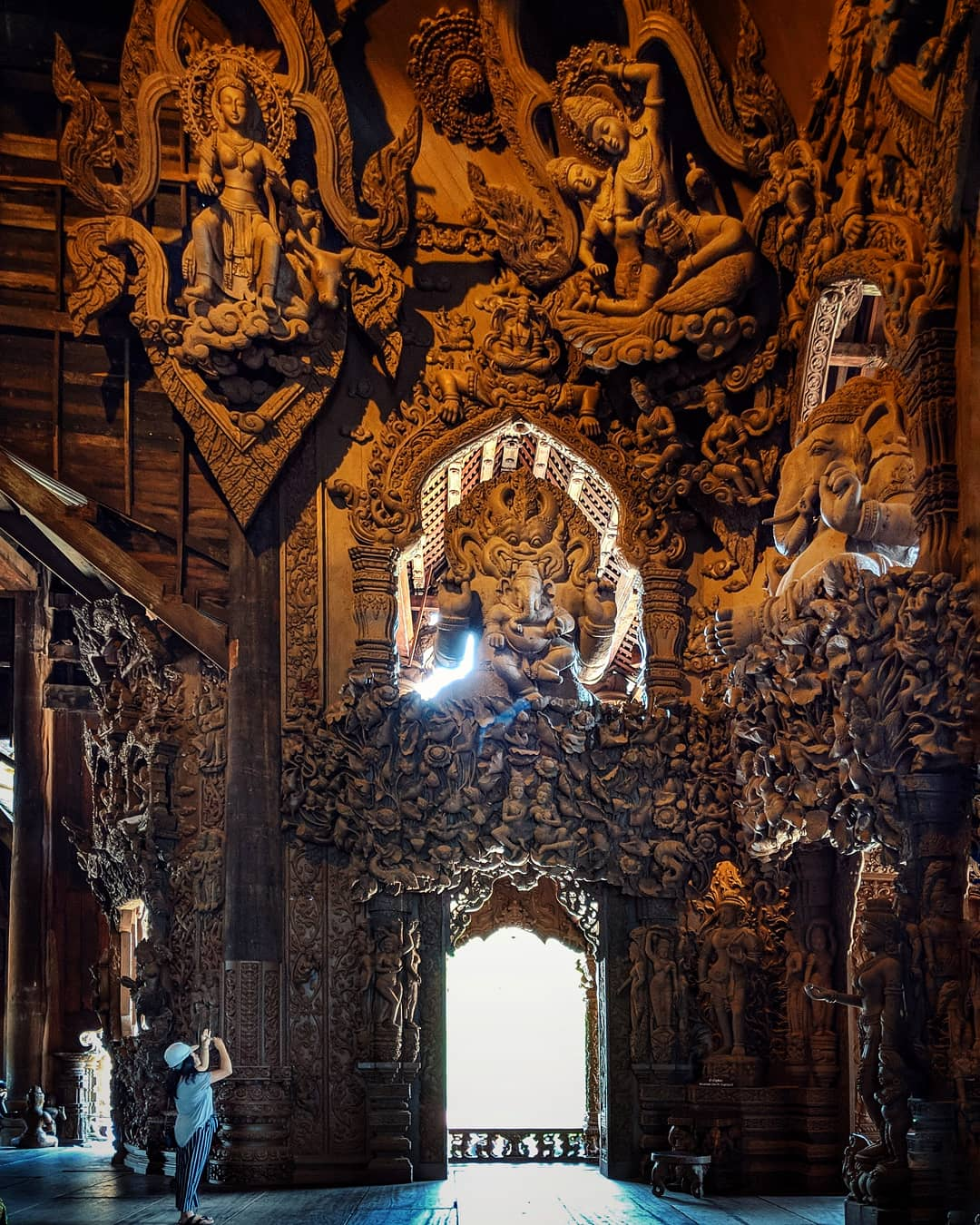
Interior

El Santuario está hecho de varios tipos diferentes de madera, dando diferentes texturas a diferentes partes del Santuario. La madera más antigua que se ha utilizado es la madera takien (Hopea odorata), utilizada para construir el poste principal y se espera que dure 600 años.

El Santuario cuenta con una estatua de Brahma de cuatro caras en su tejado. El salón norte presenta Guan Yin y otras esculturas. El salón Sur presenta temas astronómicos, a saber, el sol, la luna y planetas, además de esculturas de Brahma, Vishnu y Shiva. La sala occidental presenta representaciones de los Elementos clásicos (tierra, viento, agua y fuego). El salón oriental presenta representaciones familiares. El santuario de madera tiene más de 100 metros de altura y ofrece una vista destacable con el telón de fondo del Golfo de Tailandia.